# Sadomania
Pour plus de détails, voir Fiche technique et Distribution.
Sadomania est un film germano-espagnol réalisé par Jesús Franco en 1981, sorti en 1982 en France.

## Synopsis
Alors qu'ils sont en voyage de noces dans une île de la Méditerranée, Olga et Michael sont arrêtés par un groupe de femmes armées. Michael est rapidement libéré tandis qu'Olga est déportée à l'Hacienda Blanca, un camp de redressement tenu par la cruelle Magda. Mendoza, le gouverneur de l'île, survient alors afin de choisir une jeune fille qui lui servira de gibier pour ses chasses personnelles. Il remarquera ensuite Tara qu'il fera venir dans ses appartements. Après avoir vainement tenté de lui faire l'amour, le dictateur cédera la jeune fille à son épouse Lola. Cette dernière la vendra à un marin, Mario, qui la conduira jusqu'à la maison close de l'île tenue par Lucas. Après avoir tué en duel à l'arme blanche une des gardiennes du camp, Komita l'amie d'Olga est envoyée à son tour dans la maison close où elle arrivera pour assister à la mort de Tara, victime de la syphilis et de mauvais traitements. Pendant ce temps-là, Michael parvient à pénétrer dans le camp pour libérer Olga. Il abattra Mendoza et son épouse puis délivrera les jeunes filles emprisonnées tandis qu'Olga livrera Magda aux crocodiles...

## Fiche technique
- Titre : Sadomania, L'Enfer du plaisir
- Titre original : Sadomania - Hölle der Lust
- Titre espagnol : Sadomania - El infierno de la pasión
- Réalisation : Jesús Franco
- Production : Plata Films, Lisa Film, Impex Films
- Directeur de production : Julio Pourra
- Directeur de la photographie : Hannes Fürbringer
- Musique : Jesús Franco
- Pays :  Allemagne de l'Ouest,  Espagne
- Durée : 102 minutes
- Date de sortie :
  - Allemagne de l'Ouest : 27 mars 1981
  - Espagne : 3 juin 1981
  - France : 26 mai 1982

## Distribution
- Ursula Buchfellner : Tara
- Ajita Wilson : Magda Urtado
- Antonio Mayans : Gouv. Mendoza (as Robert Foster)
- Gina Janssen : Loba Mendoza
- Andrea Guzon : Conito
- Uta Koepke : Olga
- Marie Luise Lusewitz : Uschi
- Otto Retzer : Mario
- Ángel Caballero : Michel
- Tania Sandoval : Miriam
- Patricia Quow : Juna
- Diana Capdevila : Head wardess
- Consuelo Tejera
- María del Carmen González
- Raymond Hardy : Gardien de prison
- Nadine Pascal : Beba
- Jesús Franco : Lucas/Le propriétaire du bordel
- María Encarna Tejera
- Antonio Ros